# Taversoe Tuick
Koordinaten: 59° 7′ 53″ N, 3° 0′ 17″ W
Die Megalithanlage von Taversoe Tuick (orkadisch: Taiverso Tooack) ist ein zweistöckiges Kammergrab auf der Südseite der Orkneyinsel Rousay, nahe dem Trumland Pier, mit Blick auf den Wyre Sound und die Insel Wyre. In ihrer Art ist die auf 3000 v. Chr. datierte, in Hanglage errichtete Anlage absolut einmalig. Es gibt nur noch eine zweite zweistöckige Anlage. Sie liegt auf flachem Gelände, bei Huntersquoy auf der Nachbarinsel Eday.
Taversoe Tuick wurde von vornherein als zweistöckige Anlage geplant, mit Grundrissen, die in beiden Ebenen nicht nur von den benachbarten Anlagen Blackhammer und Knowe of Yarso, sondern von allen orkadischen Anlagen abweichen. Der obere Zugang liegt auf der Nordseite, während der untere im südlichen Hang liegt. Die obere Kammer besteht aus drei kreuzförmig angeordnete, unterschiedlich großen asymmetrischen Bereichen, die zum Teil durch Trennplatten gegliedert sind. Die untere zum Gang quergestellte Kammer ist symmetrisch in zwei Abteile gegenüber dem Zugang und zwei Kopfnischen an den Enden der Kammer unterteilt. Heute darf man den unteren Eingang wegen Einsturzgefahr nicht betreten. Außerhalb der Anlage, neben dem Südeingang, gibt es noch eine weitere winzige Kammer, die offenbar zeitgleich entstand und ebenfalls kein Pendant auf den Britischen Inseln besitzt.
Taversoe Tuick wurde im Jahre 1898 vom Eigentümer des Taversoe House bei Erdarbeiten entdeckt und von Generalleutnant Frederick William Traill-Burroughs ausgegraben. Die Publikation erfolgte 1902 durch William Turner. Das Grab wurde 1934 unter Schutz gestellt und 1937 von Walter Gordon Grant erneut ausgegraben.

Taversoe Tuick cairn
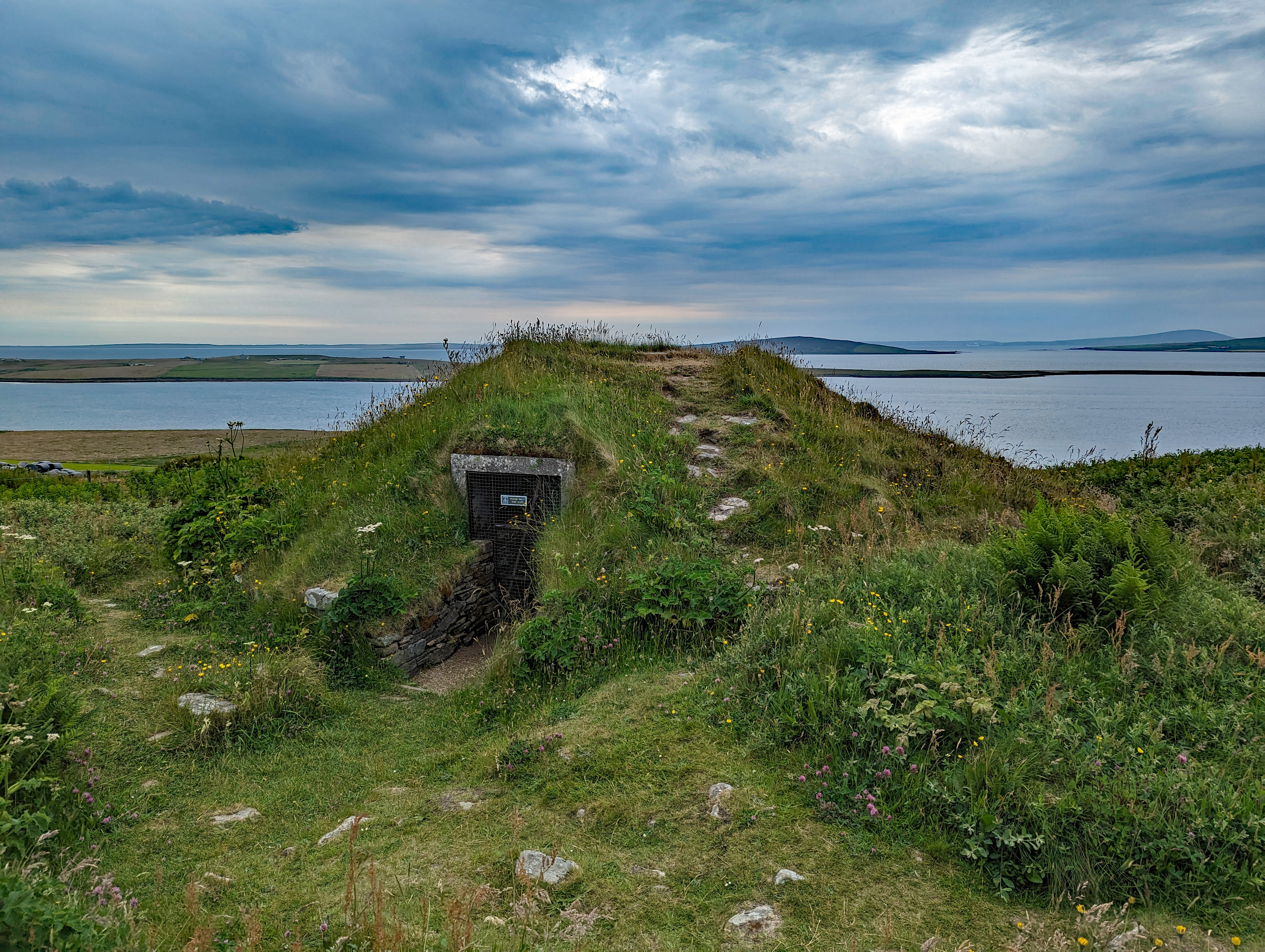
Heutiger Zugang
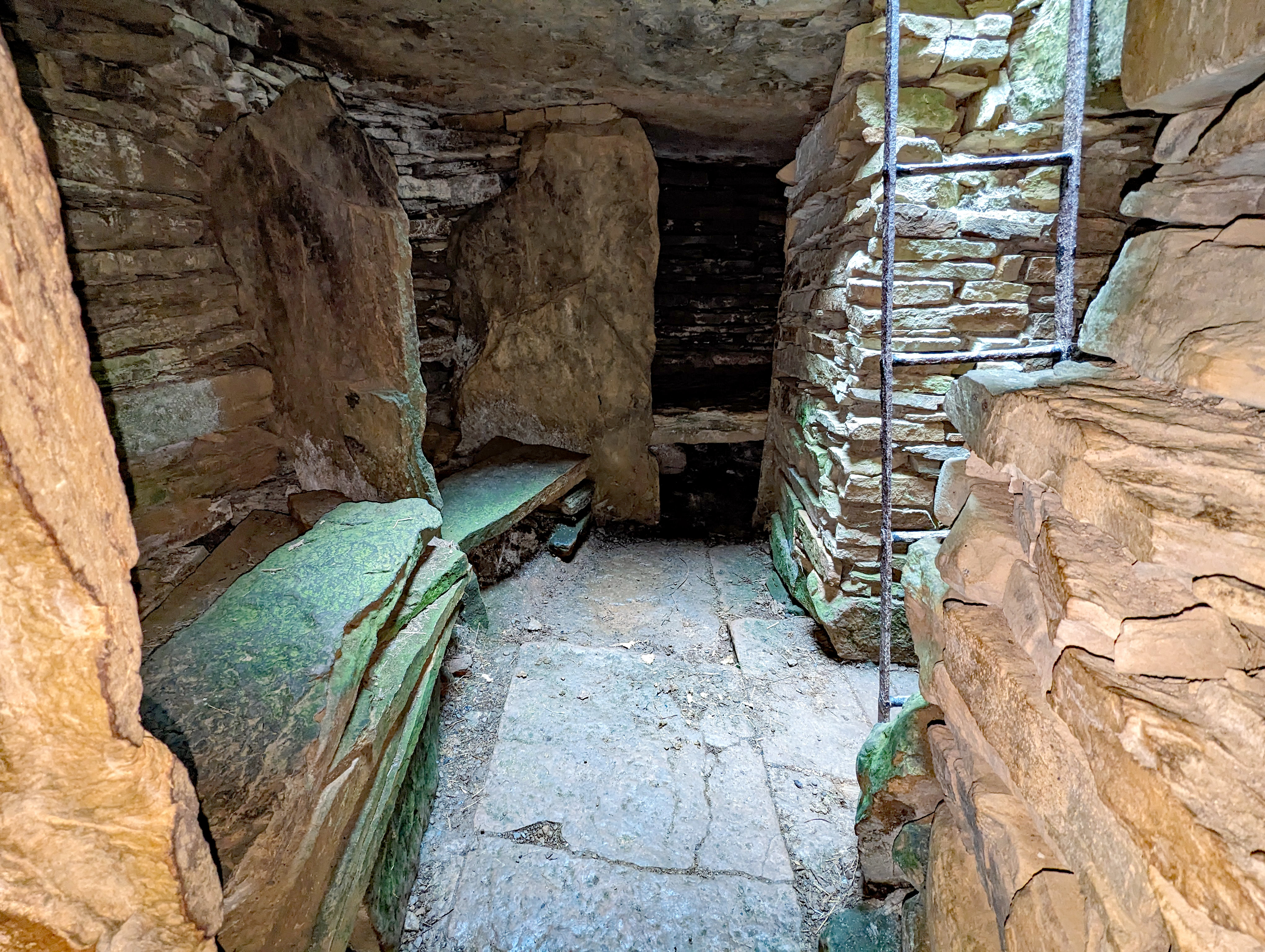
Taversoe Tuick – untere Kammer
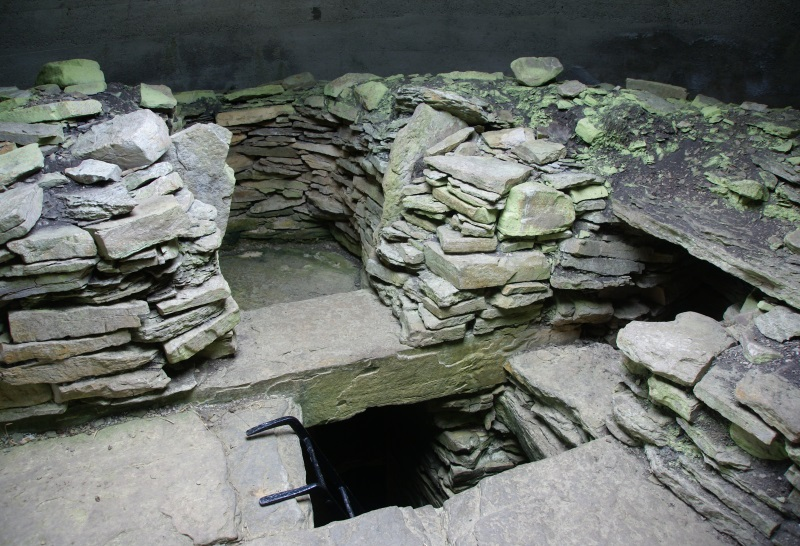
Taversoe Tuick – Kammer
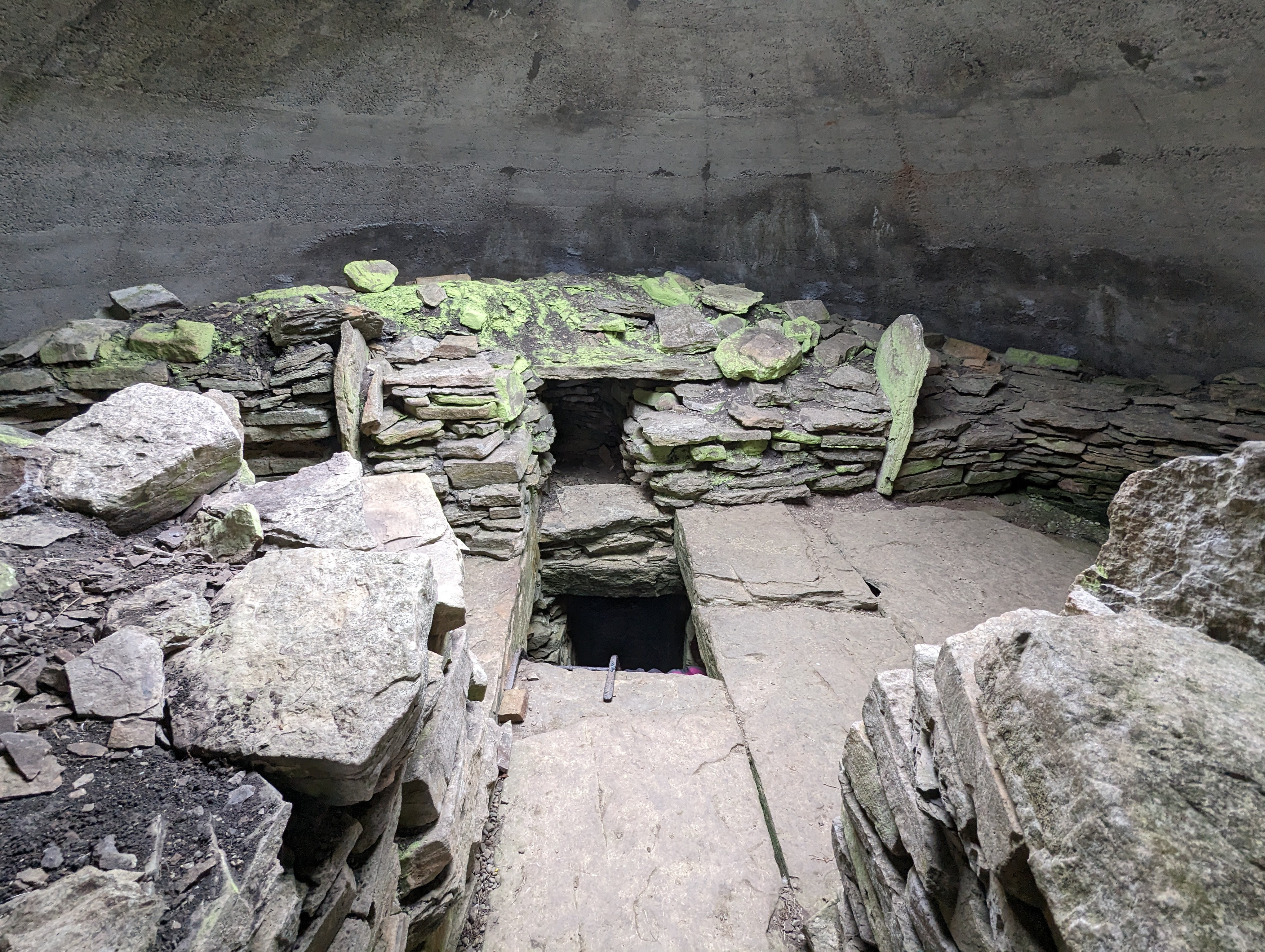
Taversoe Tuick – obere Kammer
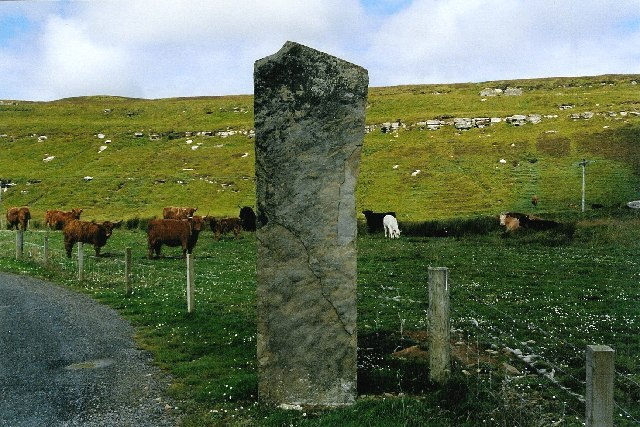
Menhir von Taversoe Tuick
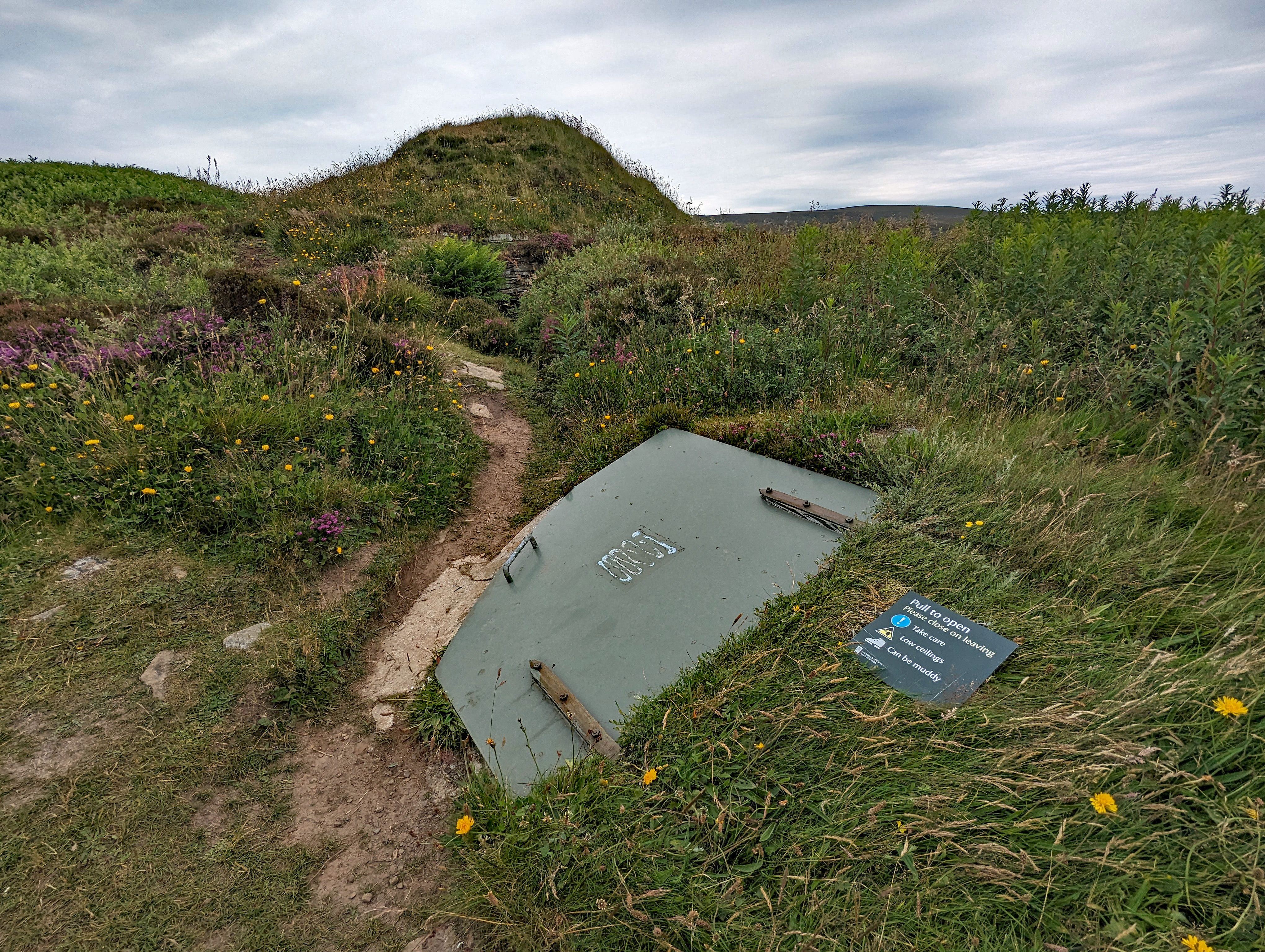
Eingang zum benachbarten kleineren Cairn
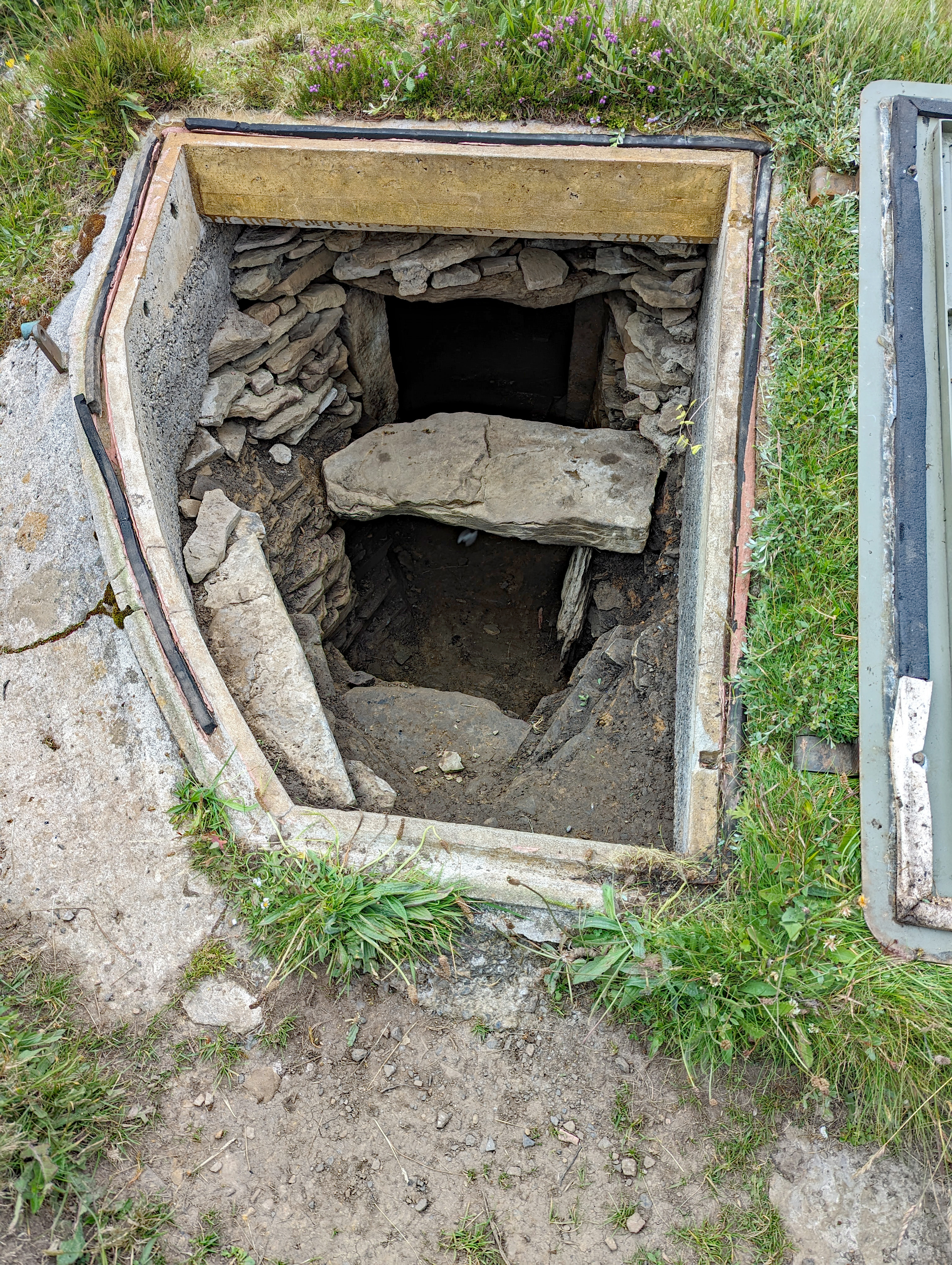
Kleinerer Cairn
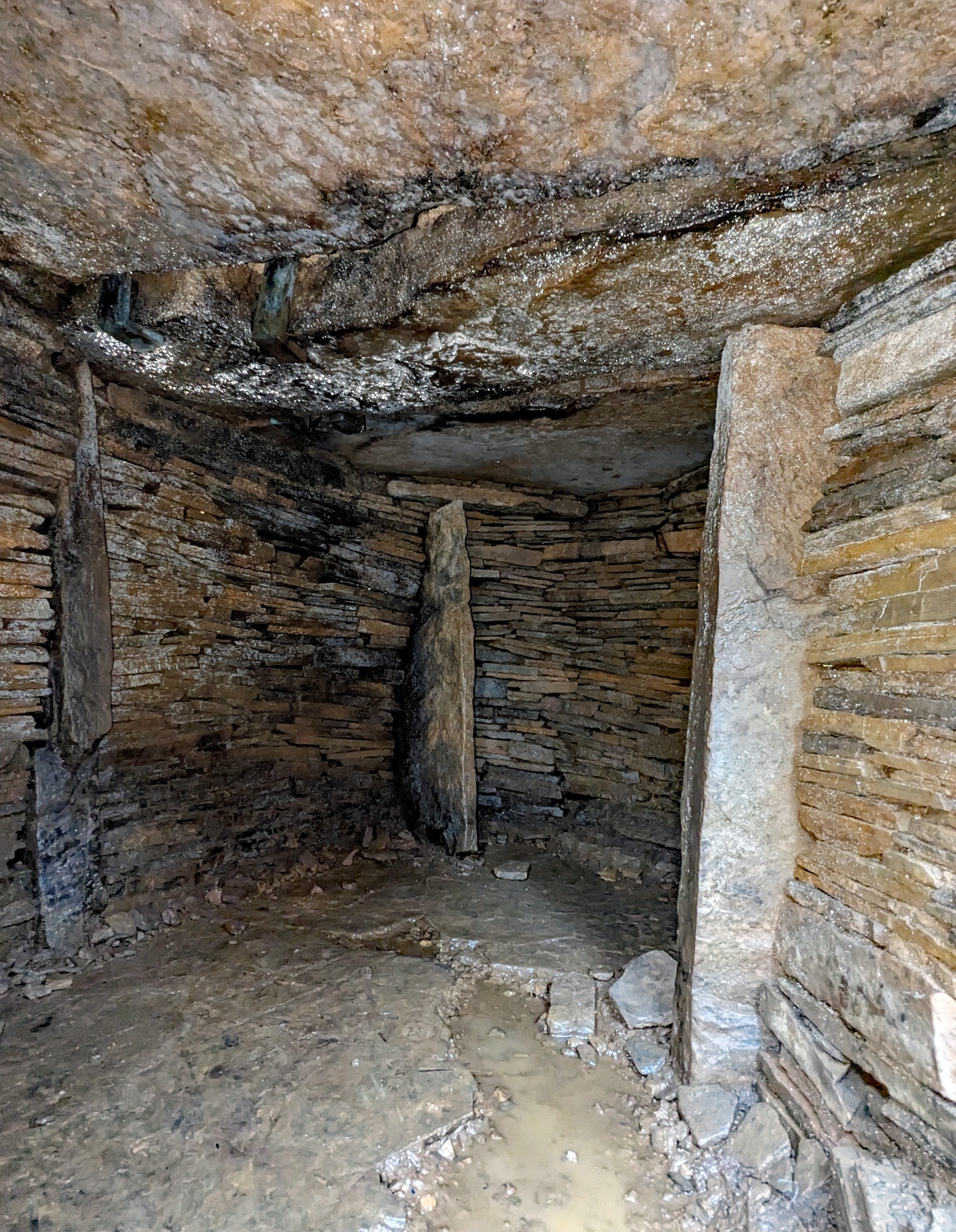
Kleinerer Cairn von innen

In der Nähe liegen die Anlage von Blackhammer, Knowe of Lairo, Knowe of Ramsay, Knowe of Yarso und der Midhowe Cairn.